# Patrick Neelmeier
Patrick Neelmeier (* 14. Oktober 1968 in Hameln) ist ein deutscher Journalist, Radiomoderator und Redakteur.

## Werdegang
Nach einer Ausbildung zum Bankkaufmann kam er 1990 zum damaligen Süddeutschen Rundfunk (SDR). Er moderierte im Hörfunkprogramm SDR 3 (Radio für den Wilden Süden) viele Sendungen, wie Popcorner, Treff, Point, Schlafrock und betreute die Hörerhitparade Die Wilden Zwanzig. Nach der Fusion von SDR und SWF zum Südwestrundfunk (SWR) 1998 arbeitete er zunächst drei Jahre bei SWR3, um dann zu SWR 1 Baden-Württemberg zu wechseln. Dort ist er als Moderator vor allem morgens zu hören (Guten Morgen Baden-Württemberg). Außerdem moderiert er die SWR1 Hitparade und arbeitet als Sprecher, Event-Moderator und Coach. 
Neelmeier hat mehrere Pilotenlizenzen und tritt regelmäßig als Luftfahrtexperte in Zeitungen, Zeitschriften, Radio und Fernsehen auf.
Er hat einen Sohn und lebt in Hamburg und Stuttgart.